# Château Lafite Rothschild

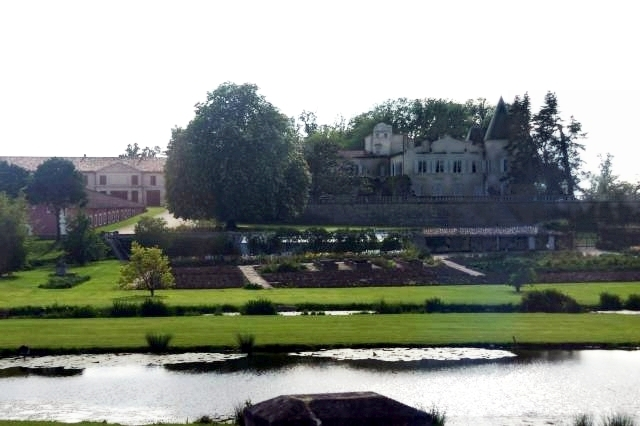
Château Lafite-Rothschild — вигляд виноробного господарства

Château Lafite Rothschild, (Шато Лафіт Ротшильд)  — французьке виноробне господарство, розташоване в комуні Пояк (фр. Pauillac), округу Медок (фр. Medoc) регіону Бордо. Згідно з «Офіційною класифікацією вин Бордо 1855 року», господарство належить до категорії «Перші крю» (фр. Premiers crus), тобто найвищої категорії в класифікації. Входить у п'ятірку найкращих виробників вин Бордо, разом із Château Mouton Rothschild (Шато Мутон Ротшильд), Château Margaux (Шато Марго), Château Latour (Шато Латур) та Château Haut-Brion (Шато О-Бріон). 
Виготовляє два види червоного вина з власних виноградників: 
- Château Lafite-Rothschild — основне або «перше» вино господарства;
- Carruades de Lafite — «друге» вино господарства.

## Власники
Господарство Château Lafite-Rothschild входить у виноробний холдинг, що належить французькій гілці родини Ротшильд — «Domaines Barons de Rothschild», яка володіє також наступними господарствами у Франції:
- Château Lafite Rothschild, Pauillac AOC
  - Château Lafite Rothschild — «перше» вино;
  - Carruades de Lafite — «друге» вино;
- Château Duhart-Milon, Pauillac AOC
  - Château Duhart-Milon — «перше» вино;
  - Moulin de Duhart — «друге» вино;
  - Baron de Milon — «третє» вино;
- Château Rieussec, Sauternes AOC
  - Château Rieussec — «перше» вино;
  - Carmes de Rieussec — «друге» вино;
  - Clos Labère/Château de Cosse — «друге» вино;
  - "R" de Rieussec — «третє» сухе вино;
- Château L'Évangile, Pomerol AOC
  - Château L'Evangile — «перше» вино;
  - Blason de L'Evangile — «друге» вино;
- Château Paradis Casseuil, Entre-Deux-Mers AOC
  - Château Paradis Casseuil rouge — червоне вино;
  - Château Paradis Cassueil blanc — біле вино;
- Château Peyre-Lebade, Listrac-Médoc AOC
  - Château Peyre Lebade — «перше» вино;
- Château d'Aussières, Corbières AOC
  - Château d'Aussières — «перше» вино;
  - Blason d'Aussières — «друге» вино;
  - Aussières rouge Vin de pays d’Oc — червоне вино;
  - Aussières blanc Vin de pays d’Oc — біле вино;

## Історія господарства
Перші згадки про господарство датовані 1234 роком, коли абат Гомбо де Лафіт (фр. Gombaud de Lafite) з монастиря Вертей (фр. Vertheuil), розташованого на півночі містечка Пояк (фр. Pauillac), описував його, як «середньовічний феодальний маєток початку XIII століття». Слово Лафіт (фр. Lafite) гасконського походження (фр. la hite) і перекладається, як «схил пагорба». Ймовірно, вже тоді, у господарстві були виноградники, так як на початку XVII століття, сім'я Сегюр (фр. Ségur), яка володіла господарством вирішила оновити лози і заново почати виробництво вина. Саме Жак де Сегюр (фр. Jacques de Ségur) вирішив посадити нові лози в кінці 1670-х  — початку  1680-х років. У 1695 році, спадкоємець Жака де Сегюра  — Олександр (фр. Alexandre), здійснив крок, який затвердив репутацію сім'ї, як сім'ї виноробів, одружившись зі спадкоємицею власника одного з найкращих господарств Бордо  — Château Latour (Шато Латур). У пари незабаром народився майбутній спадкоємець уже двох господарств Ніколя-Олександр де Сегюр (фр. Nicolas-Alexandre de Ségur). 
Починаючи з 1716 року, маркіз Ніколя-Олександр де Сегюр почав зміцнювати успіх вин господарства. Він поліпшив технології виробництва вин і зміцнив їх престиж у Версалі і за кордоном. Він став широко відомий як «Винний Принц», а вино господарства Шато Лафіт (фр. Château Lafite) стало називатися «Вино Короля», при активній підтримці герцога де Рішельє. У 1755 році, будучи маршалом Франції, де Рішельє було призначено губернатором Гієні. Перед далекою поїздкою, він консультувався з лікарем з Бордо, який рекомендував йому вино Шато Лафіт, як «найпрекрасніший з тонізуючих напоїв». Після повернення де Рішельє в Париж король Людовик XV сказав йому: «Маршал, Ви виглядаєте на двадцять п'ять років молодше, ніж коли їхали у Гієнь». Де Рішельє відповів йому: «Ваша Величність, ще не знає, що я давним-давно відкрив джерело молодості? Я дізнався, що вина господарства Шато Лафіт настільки корисні для здоров'я, і настільки ж чудові на смак, як амброзія Богів Олімпії». Дуже скоро, вина Шато Лафіт стали предметом великого шуму у Версалі, оскільки були наділені увагою самого Короля. Відтепер кожен із можновладців прагнув їх придбати. Зокрема, Маркіза де Помпадур пригощала гостей саме цим вином на своїх численних вечірніх прийомах, а пізніше, Графиня Дю Баррі, вважала обов'язковим для себе пити тільки «Вино Короля». 
У маркіза Ніколя Олександра де Сегюра не було синів, тому після його смерті, господарство було розділено порівну між його чотирма доньками. Два господарства, Шато Лафіт і Шато Латур були також поділені, попри те, що спільне управління господарствами тривало аж до 1785 року. Пізніше, Шато Лафіт, було успадковане графом Ніколя Марі Олександром де Сегюром (фр. Nicolas Marie Alexandre de Ségur) — сином старшої доньки маркіза, яка вийшла заміж за кузена Олександра де Сегюра (фр. Alexandre de Ségur), мера Парижа. У 1785 році, анонімний автор, що видав мемуари під назвою «Власник Лафіта» («Lafite Lordship»), зауважив, що виноградники господарства є мабуть, «найкращі в усьому Світі». Але в цей час, справи у графа де Сегюра йшли не найкращим чином  — під тиском великих боргових зобов'язань, у 1784 році він був змушений продати господарство. Будучи родичем графа, Ніколя П'єр де Рішар, перший президент Парламенту Бордо, придбав господарство, скориставшись «родинними правами». 
8 серпня 1868, барон Джеймс де Ротшильд, голова французької гілки сім'ї Ротшильдів, придбав господарство Лафіт, яке було виставлено на громадські торги. Барон помер через три місяці після здійснення угоди, а господарство перейшло у власність його трьох синів: Альфонсу, Густаву і Едмону. До того часу господарство володіло 74 гектарами виноградників. Як знак, що вітає прихід нового власника, 1868 рік врожаю був відзначений рекордно високою ціною — 6 250 франків за бочку, об'ємом 900 літрів. Така висока ціна (в еквіваленті) протрималася понад століття і була «побита» лише наприкінці XX століття. На щастя для баронів Ротшильд, «золотий вік» панування вин Медока тривав ще 15 років після придбання Шато Лафіт. 
Кінець XIX перша половина XX століття були відзначені бурхливими подіями. Нашестя виноградної попелиці (лат. phylloxera) та сіра пліснява несприятливо позначилися на стані виноградників. Перша світова війна і Велика депресія 1930-х років призвели до обвального падіння цін на вина «Старого Світу». Страждаючи у великій мірі від сірої плісняви, господарство вжило заходів і декласифікувало певні роки врожаю з 1882 по 1886 роки, та врожаї 1910 та 1915 років. У зв'язку із популярністю вина у світі і частою фальсифікацією, розлиття вина у пляшки стало здійснюватися в господарстві для боротьби з шахрайством. Господарство ввело додаткові суворі обмеження на поставки власних вин протягом Першої світової війни. Велика депресія 1930-х років боляче позначилася на господарстві: світова фінансова криза призвела до обвалу цін, також довелося скоротити площі виноградників. Всього лише кілька врожаїв цих «темних періодів» були відзначені випуском вина прекрасної якості: 1899, 1900, 1906, 1926 та 1929 роки.

## Виробництво
- Виноградники господарства розташовані на трьох важливих ділянках: на схилах пагорбів навколо замку, на сусідньому на заході плоскогір'ї Каррюад (фр. Carruades) і на межуючих з комуною Сен-Естеф (фр. Saint Estèphe) 4,5 гектарах;
- Загальна площа господарства становить 178 гектарів, включаючи 103 гектари виноградників;
- ґрунт складається з дрібного пісковику, змішаного з гравієм на потужному базовому шарі вапняку. Цей ґрунт має гарний дренаж і вдале розташуванням відносно сонця;
- Сорти винограду, що вирощуються у господарстві: Каберне Совіньйон — 71%, Мерло — 25%, Каберне Фран — 3% та Пті Вердо — 1%;
- Середній вік лоз у господарстві становить 30 років. Для першого вина господарства  — Château Lafite-Rothschild, виноград збирається тільки з лоз середнього віку близько 40 років, а також з лоз віку більше 50 років (площа виноградників близько 18 гектарів). У господарстві також є лози, іменовані Ла Гравьер (фр. La Gravière), віком багато більше ста років, посаджені у 1886 році, і близько двох секторів з лозами понад 80 років. Урожай із молодих лоз, тобто менше 10 років (площа виноградників близько 20 гектарів) не входить у виробництво «першого» вина;
- Технічним керуючим господарством є Шарль Шевальє (фр. Charles Chevallier).

### Вина

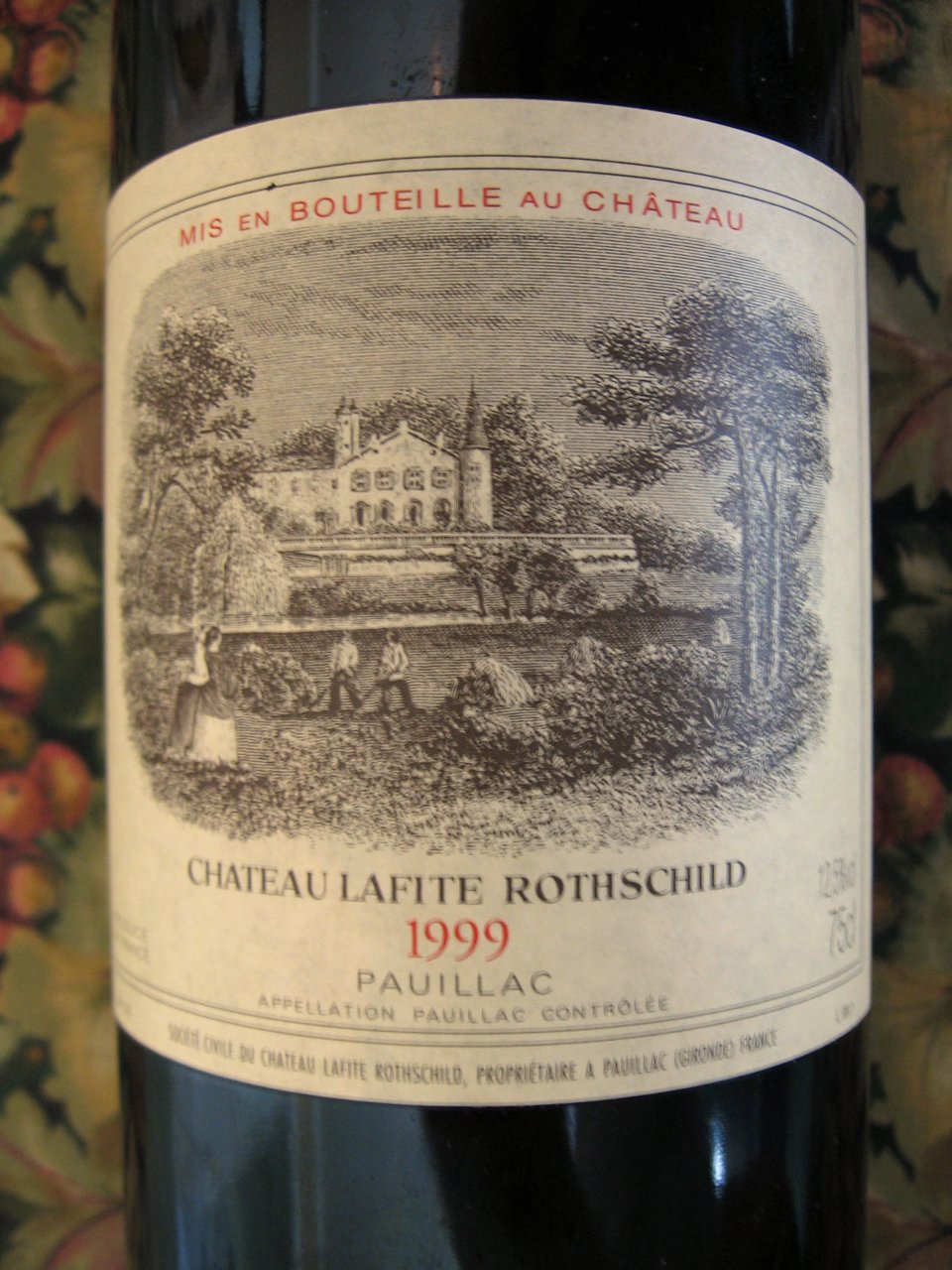
Château Lafite-Rothschild — винна етикетка «першого» вина

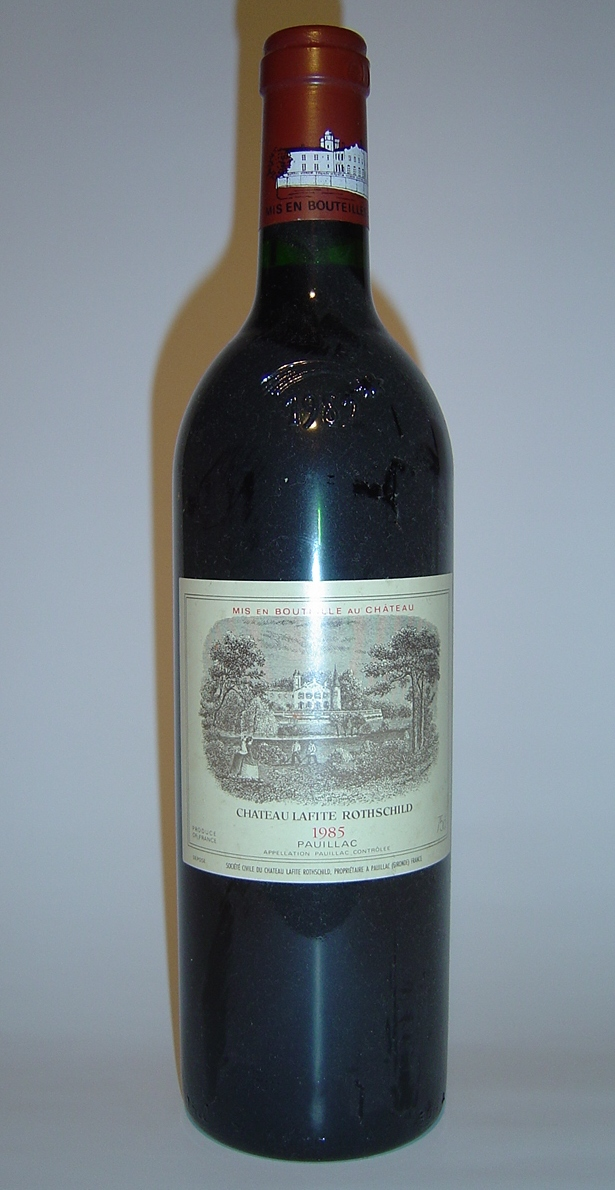
Château Lafite-Rothschild — основне вино господарства

- Château Lafite-Rothschild — основне або «перше» вино господарства. Було створено Абрахамом Лотоном на початку 1815 року, як найбільш елегантне і делікатне серед перших вин, класифікованих у 1855 році. Вино насичене з високою танінністю, зі складним ароматом і смаком, з відтінками мигдалю і фіалки. Сортовий склад вина (залежно від урожаю): Каберне Совіньйон від 80 до 95%, Мерло від 5 до 20%, Каберне Фран і Пті Вердо до 3%. Варто зазначити, що в 1994 році сортовий склад вина був наступним: 99% Каберне Совіньйон і 1% Пті Вердо, а у 1961 році вино було виготовлено на 100% із Каберне Совіньйон. Вино витримується тільки в нових дубових бочках, а тривалість його витримки варіюється від 18 до 20 місяців. Середня кількість виробленого вина становить від 15 000 до 25 000 ящиків на рік (близько 150 000 пляшок).
- Carruades de Lafite — «друге» вино господарства, до кінця 1980-х років називалося Moulin des Carruades. Виробляється з винограду, зібраного з виноградників Каррюад, придбаних Шато Лафіт у 1845 році. Тільки у XX столітті, вино було офіційно виділено в окрему марку. Сортовий склад вина (залежно від врожаю): Каберне Совіньйон від 50 до 70%, Мерло від 30 до 50%, Каберне Фран і Пті Вердо до 5%. Вино витримується, як у нових (10-15%), так і у дворічних дубових бочках, а тривалість витримки становить 18 місяців. Середня кількість виробленого вина становить від 20 000 до 30 000 ящиків на рік (близько 180 000 пляшок).

## Рейтинги
- 2005 — 98 балів згідно із «The Wine Advocate»; 98 балів згідно з «Wine Spectator»;
- 2004 — 95 балів згідно із «The Wine Advocate»; 93 балів згідно з «Wine Spectator»;
- 2003 — 100 балів згідно із «The Wine Advocate»; 96 балів згідно з «Wine Spectator»;
- 2002 — 94 балів згідно із «The Wine Advocate»; 95 балів згідно з «Wine Spectator»;
- 2001 — 94 балів згідно із «The Wine Advocate»; 96 балів згідно з «Wine Spectator»;
- 2000 — 100 балів згідно із «The Wine Advocate»; 100 балів згідно з «Wine Spectator»;
- 1999 — 95 балів згідно із «The Wine Advocate»; 95 балів згідно з «Wine Spectator»;
- 1998 — 98 балів згідно із «The Wine Advocate»; 98 балів згідно з «Wine Spectator»;
- 1997 — 94 балів згідно із «The Wine Advocate»; 96 балів згідно з «Wine Spectator»;
- 1996 — 100 балів згідно із «The Wine Advocate»; 96 балів згідно з «Wine Spectator»;
- 1982 — 100 балів згідно із «The Wine Advocate»; 100 балів згідно з «Wine Spectator»;

Рейтинги представлені згідно з періодичним виданням довідника «The Wine Advocate» американського винного критика Роберта Паркера молодшого та американським журналом «Wine Spectator» за кілька років.

## Цікаві факти
- Рекордна ціна ($ 156 000) була заплачена за пляшку Château Lafite-Rothschild 1787 року, яка вважалося, належала Томасу Джефферсону.[1]

### Ціна
Ціна пляшки вина Château Lafite Rothschild є однією із найбільш високих у регіоні Бордо, це пов'язано не тільки з якістю але і ростом популярності на вина «Старого Світу» у Китаї. Загалом ціна варіюється на рівні 700-800 євро, за пляшку менш популярних років (1958, 1968, 1992 чи 1997) та декількох тисяч чи десятків тисяч євро, за пляшку старих вин періоду революції чи раніше. 
| Вінтаж   | 1789    | 1865   | 1899   | 1928  | 1931  | 1937  | 1945  | 1958 | 1959  | 1961  | 1982  | 1986  | 1996  | 1997 | 2000  | 2005  | 2008  |
| -------- | ------- | ------ | ------ | ----- | ----- | ----- | ----- | ---- | ----- | ----- | ----- | ----- | ----- | ---- | ----- | ----- | ----- |
| Ціна у € | 146 325 | 14 042 | 73 813 | 3 156 | 3 127 | 2 815 | 3 438 | 894  | 3 551 | 1 869 | 4 271 | 1 693 | 1 473 | 849  | 2 305 | 1 368 | 1 384 |